# 興国寺城
興国寺城（こうこくじじょう、根古屋城とも）は、静岡県沼津市根古屋（駿河国駿東郡阿野荘）にあった日本の城（平山城）。城跡は国の史跡に指定されている。興国寺城敷地内には穂見神社が存在する。

## 地勢
興国寺城は静岡県東部の愛鷹山南麓に位置している。愛鷹山南麓の地形は連続した傾斜面となっているが、興国寺城付近は谷底平野を一部伴った侵食谷によってブロック状に緩斜面が分断されている。また山麓部から低地への移行部には小扇状地が形成され、旧浮島ヶ原の低湿地につながっている。興国寺城の立地は、城の東西は開析された侵食谷の深さと谷壁部分の急斜面、そして南方の浮島ヶ原の低湿地を天然の要害として利用した、地形を生かした典型的な城郭の立地といえる。
愛鷹山麓には東西方向に根方街道が通っている。また興国寺城の直下から浮島ヶ原を通って千本浜方面へ向かう竹田道があり、興国寺城は東西方向と南北方向の道が交わる、交通の要衝に築造された。
また愛鷹山南麓は厚いローム層に覆われている。興国寺城を構成する各曲輪の地表は、おおむね中部ローム上面、黒色帯、スコリア層のいずれかとなっている。これらは硬い地層であるために地盤改良の必要性が低く、愛鷹山南麓のローム層の特徴を生かした築城が行われている。

## 構造
興国寺城は北側から北曲輪、伝天守台、本丸、二の丸、三の丸、そして東側の清水曲輪によって構成される連郭式の城である。江戸時代初期に描かれたと推定される、興国寺城の最終期のものであると考えられる絵図面が残されているが、絵図面の記載はおおむね現存する興国寺城に一致するものの、北曲輪、清水曲輪については記載されておらず、江戸時代初頭の段階では北曲輪、清水曲輪は使用されなくなっていたものと考えられている。
発掘調査の結果、興国寺城で最も古い段階は一番南側の根方街道沿いの三の丸を中心として、二の丸から本丸南端の虎口付近でまでであったと考えられている。出土した遺物から三の丸は16世紀半ば頃までに築城されていたと考えられ、当時の城は沼地に突き出るような地形であったと考えられている。本丸の排水路の石組みからは宝篋印塔を転用しているのが検出されていて、後述の今川義元が天文18年（1549年）、興国寺に移転を命じ、その跡地に興国寺城を築城したという記録との関係性が注目される。
その後、興国寺城は北側に城域を拡大したものと考えられる。16世紀後半台には城の南限は二の丸、北限は北曲輪となったものと見られている。また東側の清水曲輪も16世紀後半台から興国寺城の城域となったと考えられている。この時期の築城の主体は、丸馬出し、三日月堀の存在から武田氏によるものであることが想定されている。16世紀後半台、北条氏との攻防が激化する中で、防御性を高めるために山側にシフトした形で改築されたものと考えられている。
続く徳川氏の時代、三の丸から北曲輪、そして東側の清水曲輪と、興国寺城の城域が最大規模となったと考えられている。武田氏の滅亡後、駿河の徳川氏支配が確立すると、現在の静岡県域では拠点となる城郭に機能を集中する動きが確認されており、興国寺城も多くの軍勢が駐屯可能な徳川氏の拠点のひとつとして改修されたと考えられている。また大兵力を動員した小田原攻めが興国寺城の拡張、改築に影響した可能性が指摘されている。
その後、豊臣家の支配時代になると、現在の興国寺城の遺構と同じく、伝天守台を北限、三の丸が南限という形となったと見られている。この時期には北曲輪、清水曲輪は城外となった。豊臣家の時代は関東に移封した徳川家康に対する押さえという意味があり、興国寺城の存在意義があったものの、関ヶ原の戦い後になると興国寺城の存在意義は小さくなり、東海道や根方街道から見える場所に石垣や天守を設けるなど、見せる城としての様相が濃くなっていた。大空濠もこの時期の遺構であると考えられている。天野康景の出奔後、慶長12年（1607年）に興国寺城は廃城となるが、これは興国寺城の重要性が低下していたことによると考えられている。

## 歴史
沼津は戦国時代、今川氏、武田氏、北条氏という三戦国大名による激しい争奪戦が繰り広げられた。支配者の交代も頻繁であり、各勢力の最前線として多くの城郭が築城された。そのような中で興国寺城は各勢力によって盛んに改修が行われていった。
『今川記』、『北条記』によれば、長享元年（1487年）、室町幕府官僚であり今川氏の客将であった伊勢新九郎盛時（北条早雲）が、今川氏の家督争いでの活躍により富士下方十二郷を与えられ、興国寺城を本拠地としたとされている。その後、早雲は、幕府管領・細川政元の足利義澄の将軍擁立と連動して伊豆に侵入し、伊豆国を治めていた堀越公方の子・足利茶々丸を将軍・足利義澄の母と弟の仇として討つという大義名分のもとに滅ぼし、伊豆国の領主となって韮山城に移ったとしている。早雲が本拠地を韮山城に移した際には、重臣である富永政直が興国寺城代に任じられた。
上記のように興国寺城は長享元年から北条早雲が伊豆に移るまでの間、本拠地としていたというのが定説であるが、早雲が興国寺城を本拠地としていたことを示す同時代の史料は見つかっていない。同時代の史料で興国寺城が確認出来るのは、後述する天文18年（1549年）、今川義元が駿河国善得寺（富士市今泉）の末寺である興国寺に、築城用地とするために移転を命じた文書が初出となる。また早雲が今川氏から与えられたとされる富士下方十二郷とは富士市北東部に当たり、沼津市の市域となる興国寺城がその範囲に含まれるかどうかについてははっきりとせず、興国寺城は早雲の領地外であった可能性がある。このように長享元年に早雲が興国寺城に本拠を定めたことについては確証が持てない。これについて小和田哲男は興国寺城の西隣りにある方形の遺構を早雲期の城館と推定し、伊礼正雄は現城跡のうち三の丸を除いた部分を早雲期に利用していたのではないかと考えている。
この城のある駿東郡の地は、今川・武田・北条各氏が奪い合った。
天文5年（1536年）、当時北条氏と敵対関係にあった武田信虎と今川義元が和睦したことに不満をもった北条氏綱が駿東郡に進出し、北条氏の支配下に入った。『甲陽軍鑑』によると翌天文6年（1537年)に興国寺城を守っていた北条方の城番・青地飛騨が武田信虎に寝返って同氏の被官となり、興国寺城はその後行われた今川義元と信虎息女の婚姻に際して化粧料として今川方に引き渡されたというが、前述のように築城時期そのものが不明であるために史実かどうかは確認できない。
天文14年（1545年）今川義元は、武田信玄、上杉憲政らと連合し、駿河と武蔵で同時に北条氏に対して軍事行動を起こした（河越城の戦い、第2次河東一乱）。北条氏の駿河の拠点・長久保城を包囲して攻撃し、武田氏仲介の和睦によって駿東郡を取り戻した。この間興国寺城周辺も戦火にさらされたとみられ、永禄元年（1558年）に今川義元が興国寺城から西に1.4km離れた阿野荘大泉寺（沼津市東井出）に文書を発給して寺領を安堵しているが、その中で「河東一乱の際、大泉寺がたびたび炎上、大破した」ことに触れている。
天文18年（1549年）、今川義元が興国寺及び周辺の田畑を城地とするため、同寺に移転するよう命令する文書を発給しているため、少なくともこの時期に相応規模の城郭の整備がなされたと考えられている。この後、天文23年（1554年）に甲相駿三国同盟が締結されたため、興国寺城周辺は緊張状態から脱した。ただし、同盟交渉自体が数年前から行われているため、大石泰史は興国寺城の改築と同盟交渉が被ってしまうことになるため、両者は関連性があると考えられるとし、同盟の交渉が興国寺城で行われ、現在では俗説とみなされている「善徳寺の会盟」が実は「興国寺の会盟」であった可能性もあるとしている。
永禄11年（1568年）12月、武田信玄が甲相駿三国同盟を破棄して駿河に侵攻、北条氏康は今川方の援軍として興津（静岡市清水区)まで兵を出すが、この際に興国寺城を自領に収め、垪和氏続を城番（のち城主）に任命し、垪和は城の改修を実施している。その後、武田信玄は興国寺城を攻撃するものの、氏続は守り切ったことが元亀元年（1570年）1月12日に北条氏政が発給した文書から確認できる。
元亀2年（1571年）に甲相同盟が再び成立すると、興国寺城は武田氏に引き渡された。
天正7年（1579年）に武田・北条が再び交戦状況となると、武田勝頼は北条領との国境近くの沼津港に三枚橋城を築城し、城番に重臣の春日信達を配置したため、興国寺城はその後方拠点という位置付けになった。
天正10年（1582年）3月、武田氏が滅亡すると興国寺城は徳川領となり、徳川家康ははじめ牧野康成、次いで竹谷松平家の松平清宗を2,000貫で配した。
天正17年2月5日（1589年3月21日）申刻（現在の15時〜17時）に駿河国で大地震が発生、興国寺城・長久保城・沼津城の塀や2階門が損壊した。
天正18年（1590年）に家康が関東へ入封されると駿河を所領とした中村一氏の家臣・河毛重次が在番した。重次が大泉寺・愛鷹明神に所領を安堵した文書が現存している。
慶長6年（1601年）徳川氏創業の功臣として興国寺城の城主となった天野康景が1万石で入封し興国寺藩が立藩するも、康景は領内の問題で責めを負いその裁定に不満を募らせて出奔。そのため興国寺藩は改易となり、慶長12年（1607年）3月に廃城となった。
平成7年（1995年）3月17日、国の史跡に指定された。沼津市根古屋にあり、現在復元工事が行われている。
平成29年（2017年）4月6日、「続日本100名城」（145番）に選定された。

## 遺構・遺物

### 遺構

#### 伝天守台
- 礎石建物跡2棟
  - 西棟：2重の石列[26]
  - 東棟：外縁南側と西側にL字状に石列、内側にも配石[26]。
    - 瓦は出土していない[26]。
- 石垣
  - 形態：野面積み[26]
  - 規模：天場の長さ約24メートル、下端の長さ約13メートル、高さ4メートル（推定）[26]
    - 「城築規範」興国寺城図に描かれている[26]。
    - 南面東側の石垣は地表に残存しているが、南面西側の石垣は抜き取られている [27]。

#### 本丸
- 城門跡：規模は東西約5.4メートル南北3.6メートル。東西に幅20メートルほどの土塁基底部が確認されている[26]。
- 石組水路：宝篋印塔の石材転用が確認されている。石組水路の総延長は約60メートル。北側礎石列の外側に約4メートルの長さの排水溝跡がある[26]。

#### 土橋・空堀
- 空掘
  - 規模：幅約13メートル、本丸側の深さ7メートル、二の丸側の深さ3メートル[26]
  - 堀底：薬研堀だが、中段で箱型になっている[26]。
    - 堀底に不整合な部分があり、改修の跡と推測されている[26]。
- 土橋
  - 構造：空掘を掘る際に中部ローム層を削り残して橋としたもの[26]
  - 規模：二の丸側幅約7メートル、本丸側幅5メートル、長さ約10メートル[26]

#### 二の丸
- 三日月堀
  - 規模：長さ約37.8メートル、最大幅約4.3メートル、堀底幅約0.8メートル、深さ約3.8メートル[26]
  - 堀底：薬研堀[26]
  - 遺物：大釜第3段階（1570年代〜1590年代生産）の擂鉢、大釜第1・2段階のもの数点[26]。大釜第4段階併行期のもの1点[26]。

#### 三の丸
- 空堀
  - 構造：3箇所に屈曲あり、掘り直しによる2重堀[26]
  - 遺物：大釜第2段階の丸皿[26]
- 土塁…平行に二列
  - 遺物：基底部から志都呂擂鉢（16世紀末ころ）[26]
  - 遺物：擂鉢、かわらけ（16世紀第4四半期）[26]
- 土塁の下層
  - ピット群
    - 遺物：大釜前半段階の丸皿などの細片[26]

  - 版築遺構
    - 遺物：灰釉陶器、灯明皿[26]

  - 堀状遺構

#### 北曲輪
- 三日月堀
  - 現状：新幹線によって大部分が破壊されており、一部分が残っている。出土遺物がないため、時期は不明[26]。
- 空掘1
  - 規模：三日月堀の中心付近と思われる点に土橋[26]。
    - 土橋を挟んで西側は薬研型…上幅約13メートル、堀底幅約1メートル、深さ約7メートル（深さ約2メートル地点で段あり）
    - 土橋を挟んで東側は箱型…上幅約12メートル、堀底約1.3メートル、深さ約5.4メートル（深さ約2メートル地点で段あり）
      - 土橋・空堀の空堀の形状、堆積状況に共通点あり[26]。
- 空掘2
  - 規模：空掘1とほぼ平行。上幅約10〜13メートル。堀底までは未堀[26]。
  - 堆積：南側からの埋土に、下部ロームの岩盤屑が含まれている[26]。

#### 大空堀
- 規模：幅は22〜30メートル、深さは約15〜20メートルと、一定していない[26]。
- 構造：2段構造になっており、堀底は薬研型、北側に箱堀部分がある[26]。
  - 下部ロームまで掘り込まれており、古い段階の堀も確認されているため、現在の堀は掘り直された可能性がある[26]。

#### 清水曲輪
- 堀切
  - 規模：幅13メートル、残存する深さは4.5メートル（薬研掘）だが、後に深さ2.8メートルの箱掘に改修されている[26]。
  - 構造：2回の「折れ」あり。古い段階の大空掘とほぼ1直線に並んでいる[26]。
- ピット群
  - 詳細は不明[26]。

### 出土品
伝東船着場跡からは細片の土器片が混合で出土した。出土した土器の時代と形状は以下のものである。
- 縄文土器
- 弥生土器
  - （弥生時代中期）壺型土器[28]、鉢形土器[29]
  - （弥生時代後期）壺型土器[30]、甕形土器[31]、土師器[31]
- 古墳時代
  - （古墳時代初期）壺型土器[31]、甕形土器[32]、高坏形土器[32]、長頸壺[33]、平瓶[33]
  - （古墳時代後期）坏形土器[32]、甕形土器[32]、坏身[32]、高坏[32]
- 律令時代　坏型土器[32]、甕形土器[32]、坏[33]、須恵器[32]
- （時期不明）　陶磁器[33]、磁器[33]、陶器（茶碗、壺、摺鉢）[33]、石器[34]

## ギャラリー

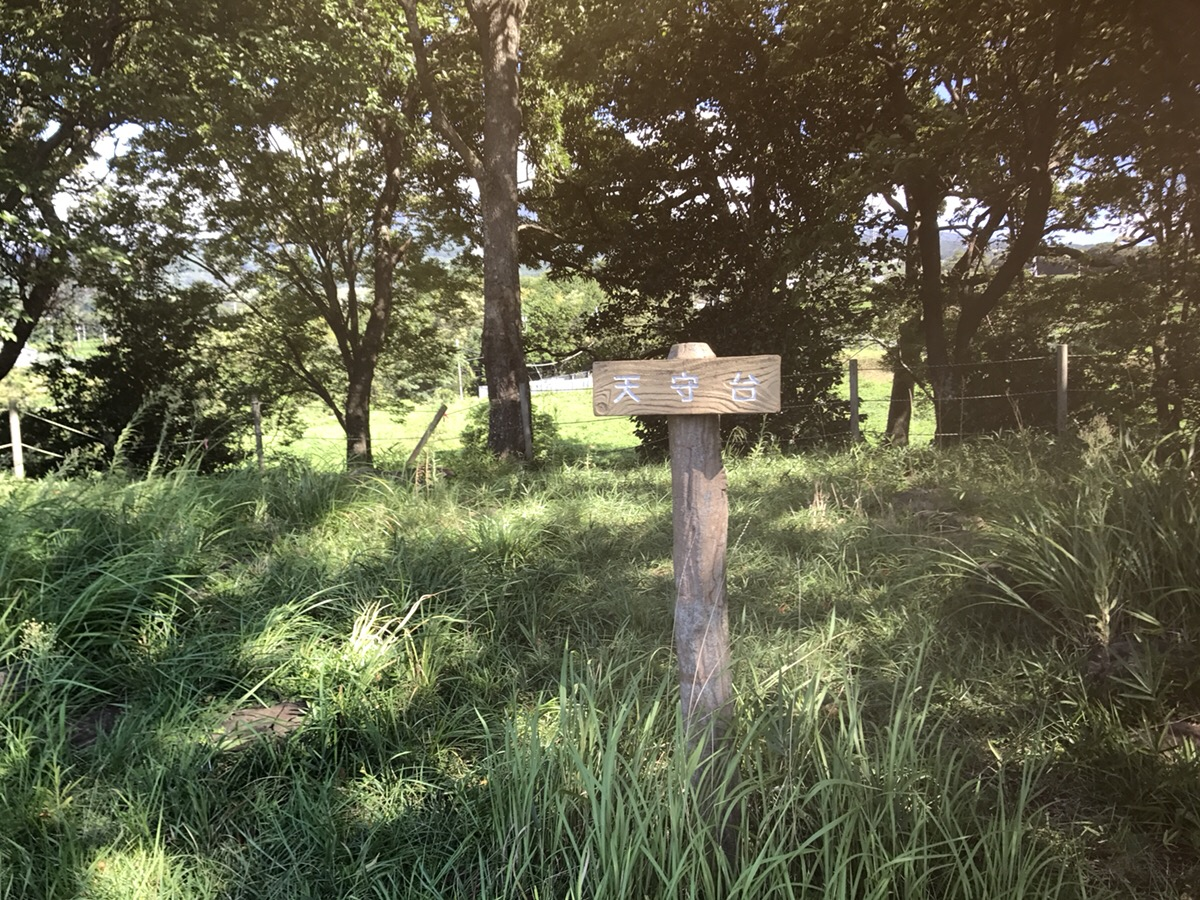
興国寺城跡天守台
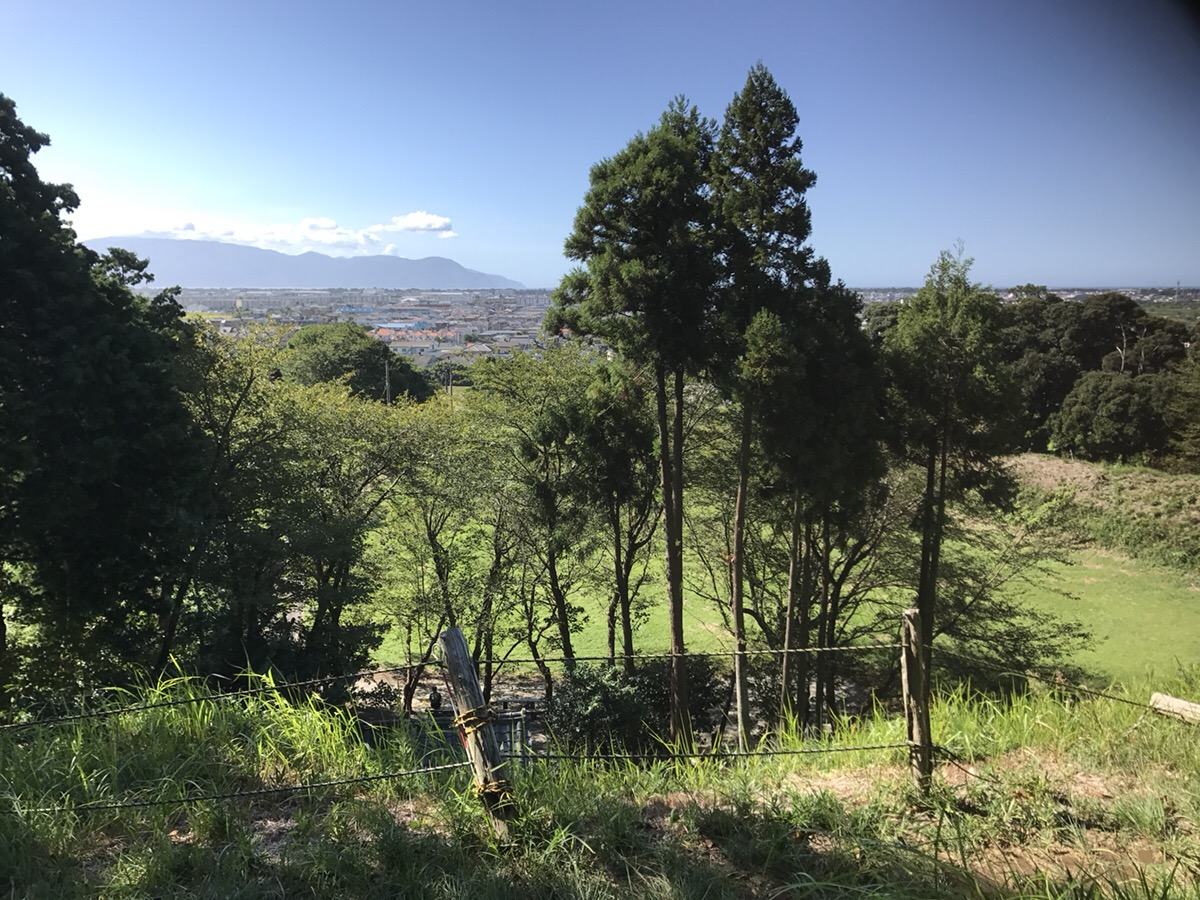
興国寺城跡天守台より南方を撮影
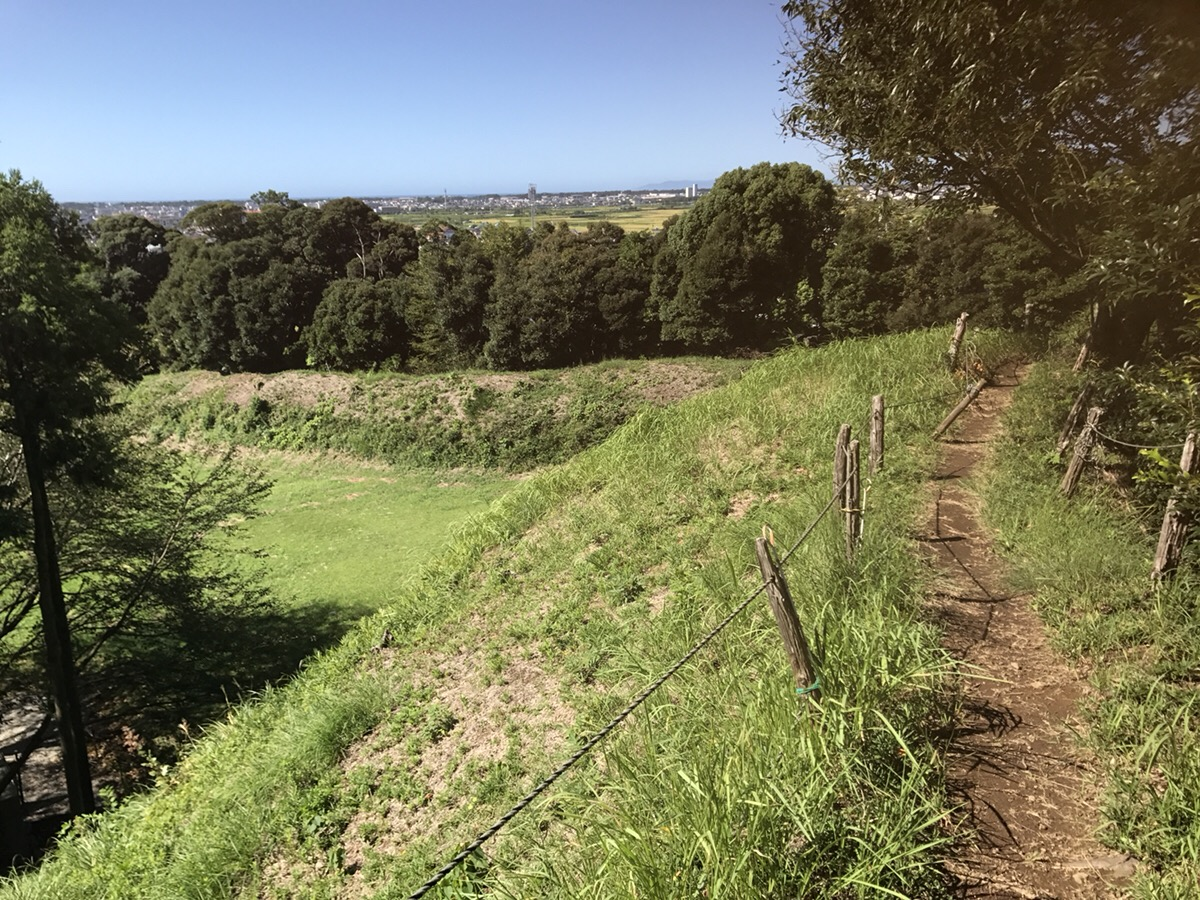
興国寺城跡天守台より西方を撮影
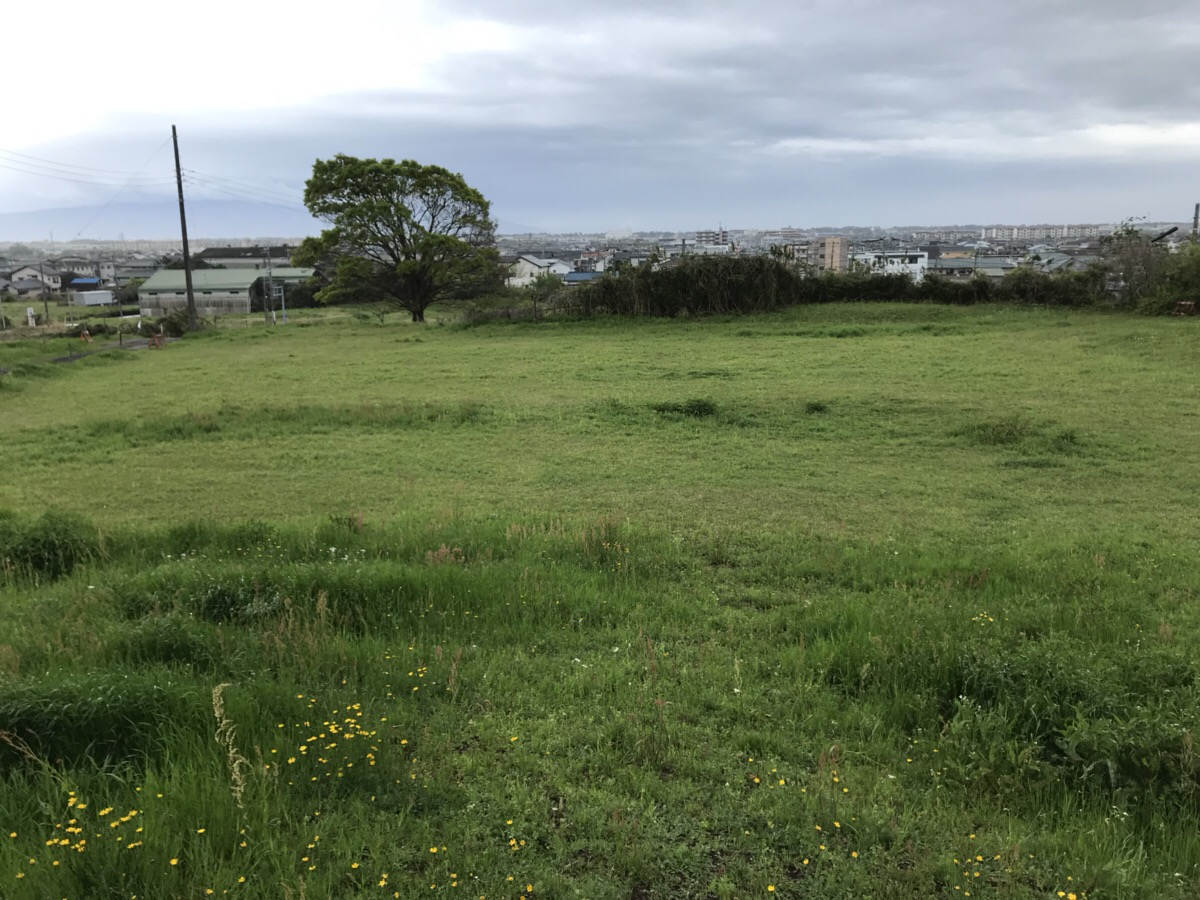
興国寺城跡本丸より南方を撮影
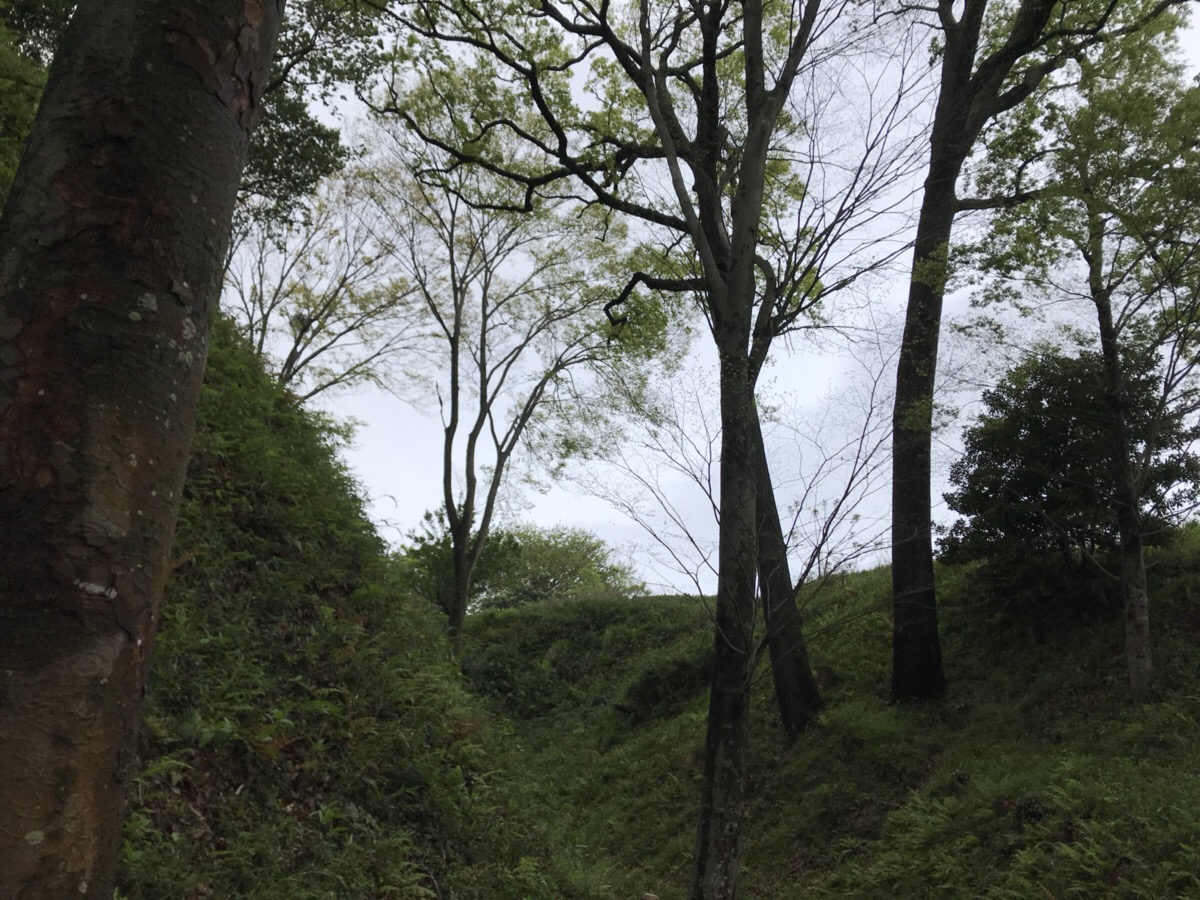
興国寺城跡大空掘
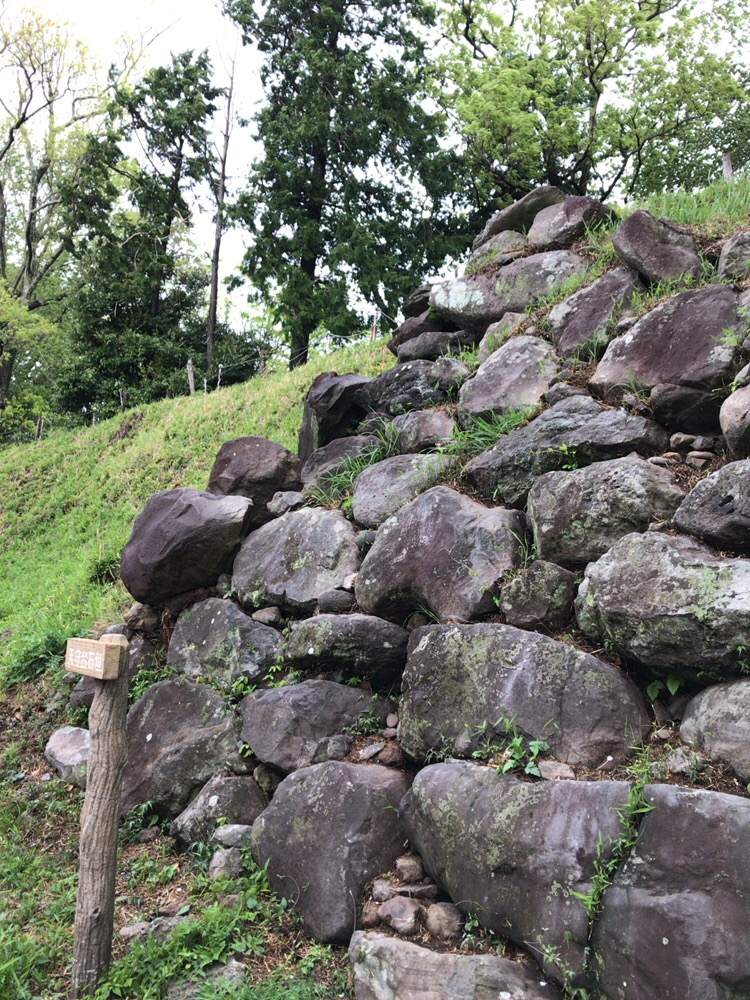
興国寺城跡の石垣
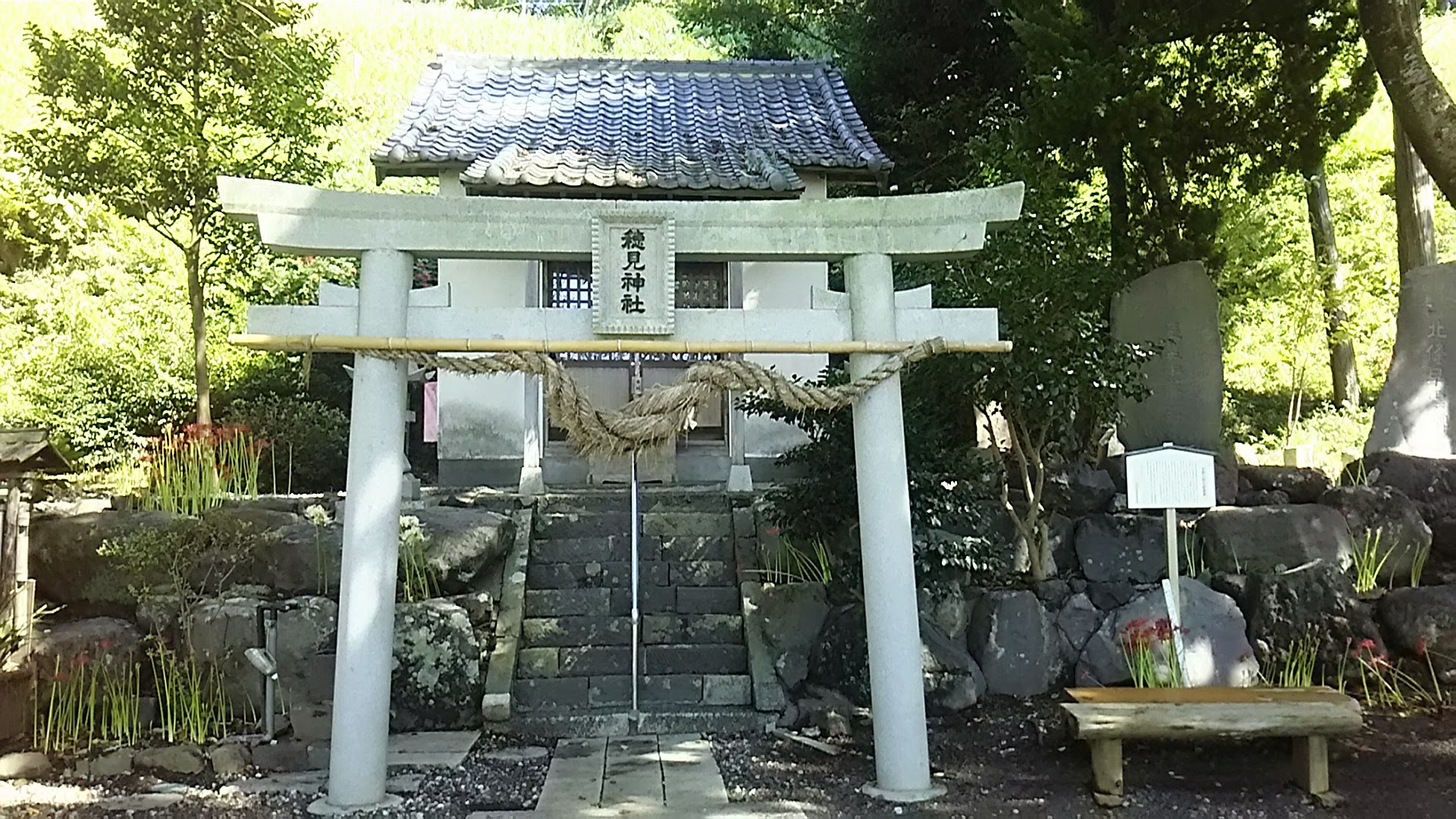
興国寺城内にある穂見神社

## アクセス
興国寺城へのアクセスは下記２つの方法がある。
- 徒歩：最寄り駅であるJR原駅 (静岡県)より徒歩約30分。
- バス：JR原駅 (静岡県)、沼津駅、富士駅の各駅より富士急バスにて東根古屋にて下車、徒歩3分。

なお、原駅からは約10分で東根古屋バス停に到着、東京方面からは、沼津駅南口より富士急バス根方線で約30分、静岡方面からは、富士駅より富士急バス根方線で約60分を利用することができる。